# Galende
Galende es un municipio y localidad española de la provincia de Zamora, en la comunidad autónoma de Castilla y León.
Se encuentra ubicado en la comarca de Sanabria, al noroeste de la provincia de Zamora. En su término municipal se encuentran las localidades de Cubelo, Galende, Ilanes, Moncabril, Pedrazales, El Puente, Rabanillo, Ribadelago, Ribadelago Nuevo, San Martín de Castañeda y Vigo.
Galende se encuentra situado en pleno parque natural del Lago de Sanabria, el mayor lago de origen glaciar de la península ibérica, con 318,7 ha y una profundidad máxima de 53 m, además de ser un espacio natural protegido de gran atractivo turístico.

## Geografía
Dista 118 km de Zamora, la capital de la provincia, y a 24 km, aproximadamente, de tierras portuguesas pertenecientes al distrito de Braganza.

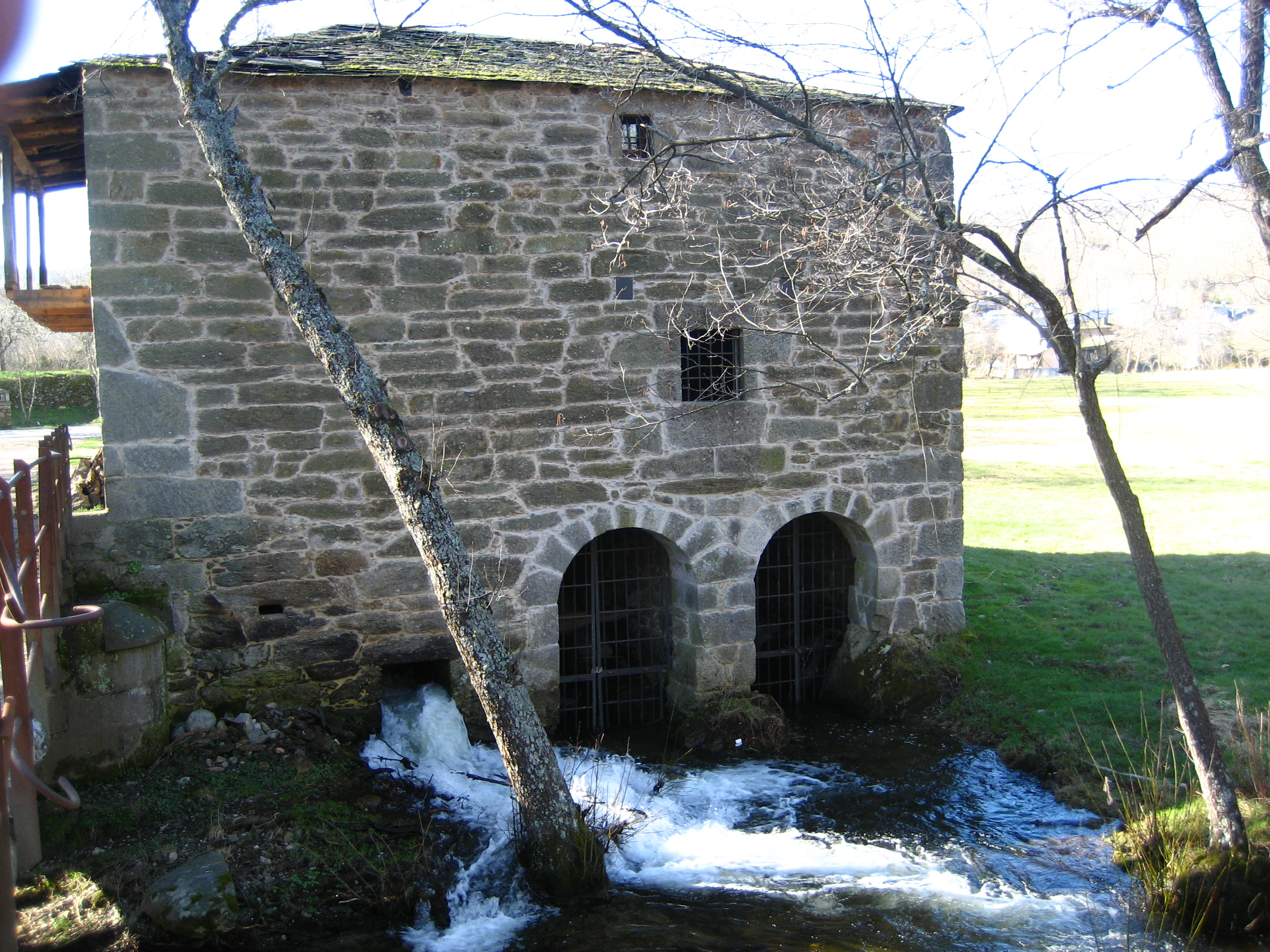
Molino de La Puente.

El río Tera cruza esta localidad, creando su especial paisaje ribereño. El pueblo se encuentra dividido en tres barrios: Barrio Cima ubicado en la zona de la carretera donde se encuentran los bares, hostales, alojamientos rurales, restaurantes; Meillugar que se encuentra, como su nombre indica, en el medio del pueblo, donde está la iglesia; y Barrio Bajo, ubicado en el margen derecho del río Tera, que a esa altura mantiene una antigua presa molinera.

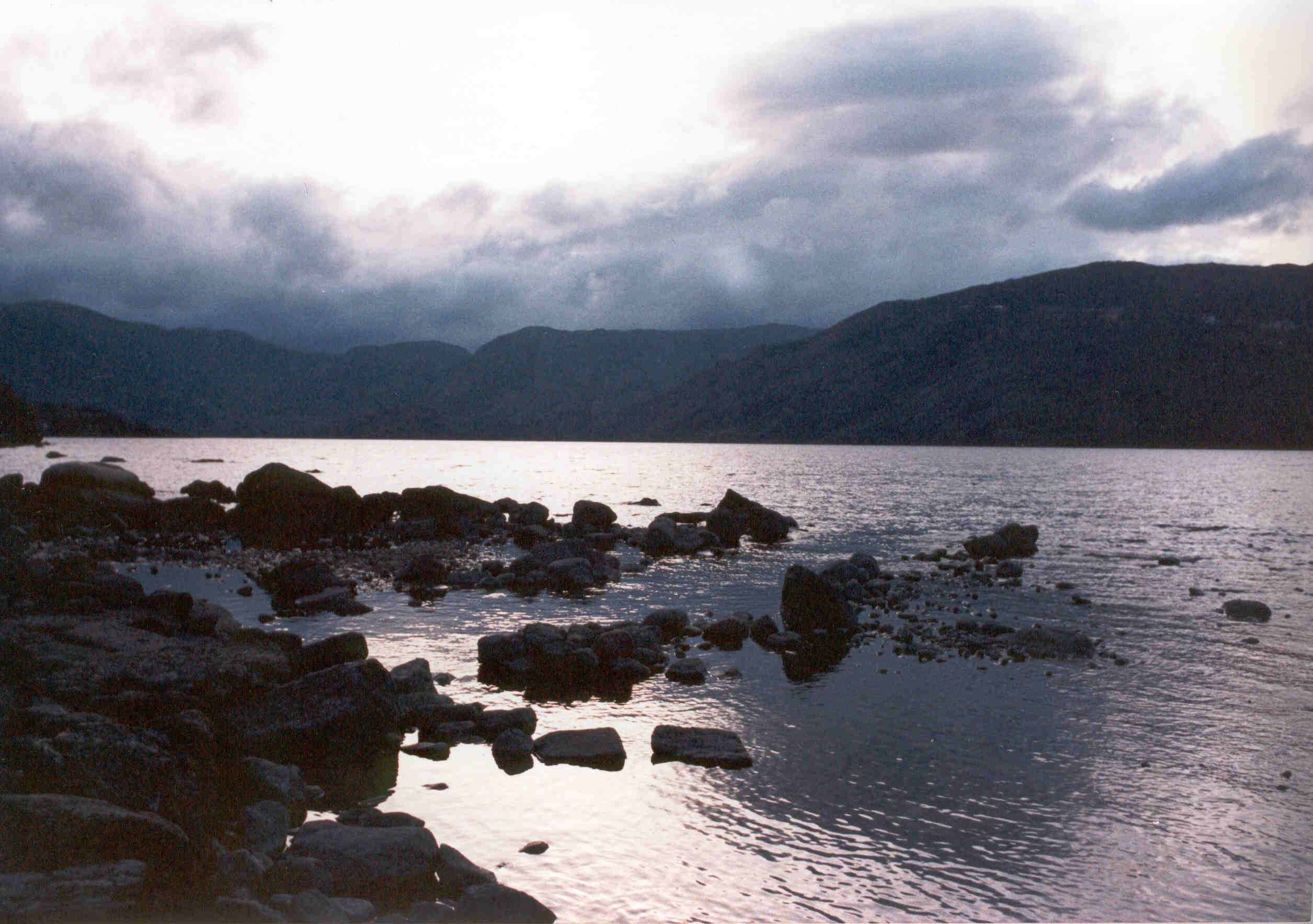
Vista del lago de Sanabria.

Uno de los aspectos más atractivos de esta localidad es el paisaje y la naturaleza que le rodea. Su río, lagos, lagunas, valles y praderas la convierten en un lugar idóneo para la contemplación y el descanso. De este territorio destaca el parque natural del Lago de Sanabria, espacio natural que con sus 22 000 ha afecta incluso a las sierras Segundera y Cabrera.
Aquí se vislumbra la morfología creada por los glaciares que durante el Cuaternario afectaron a estas sierras como puede verse en la propia cuenca del lago de Sanabria y del río Tera. De esta forma, la comarca de Sanabria conserva en la actualidad el mayor número de lagunas de origen glaciar de la península ibérica después de los Pirineos. Hasta 35 lagunas han sido contabilizadas, todas ellas caracterizadas por estar situadas en la altiplanicie (1600 m s. n. m. (metros sobre el nivel del mar)) y por la pureza de sus aguas, lo que redunda en beneficio de la fauna y la flora específica que vive en este hábitat.
La consecuencia más notable de esta glaciación, es el propio lago de Sanabria. Éste fue excavado por el hielo de la última glaciación de Würm, alcanzando una profundidad de 53 m y una longitud que supera los 3 km. Estos datos le convierten en el mayor lago glaciar de la Península. Pero además se encuentra en un bello paraje que ha dado origen a una particular leyenda, que sitúa su origen en una maldición divina del pueblo que, inundado, descansa bajo sus aguas y del que se escucha el tañido de sus campanas cada noche de San Juan.

## Historia
La primera referencia escrita a Galende data del año 927, a raíz de un pleito entre el Monasterio de San Martín de Castañeda y un tal Ranosindo por una pesquería y otras propiedades que, según un documento posterior, ya habían sido vendidas en el 916 al monasterio. Posteriormente, en el año 990, se da la presencia del rey Bermudo II de León en Galende, al que acompañaron los obispos y magnates del Reino de León, comprobando la destrucción de la localidad por las razzias musulmanas o aceifas.
Durante la Edad Moderna, Galende fue una de las localidades que se integraron en la provincia de las Tierras del conde de Benavente y dentro de esta en la receptoría de Sanabria. No obstante, al reestructurarse las provincias y crearse las actuales en 1833, Galende pasó a formar parte de la provincia de Zamora, dentro de la Región Leonesa, la cual, como todas las regiones españolas de la época, carecía de competencias administrativas. Un año después Galende fue adscrita al partido judicial de Puebla de Sanabria.
Tras la constitución de 1978, Galende pasó a formar parte en 1983 de la comunidad autónoma de Castilla y León, en tanto municipio integrado en la provincia de Zamora.

## Geografía humana

### Núcleos de población
El municipio se divide en once núcleos de población, que poseían la siguiente población en 2024 según el INE.
| Núcleo de población     | Población |
| ----------------------- | --------- |
| El Puente               | 338       |
| Vigo                    | 145       |
| San Martín de Castañeda | 118       |
| Galende                 | 101       |
| Cubelo                  | 72        |
| Ilanes                  | 65        |
| Ribadelago Nuevo        | 64        |
| Pedrazales              | 46        |
| Rabanillo               | 38        |
| Ribadelago              | 36        |
| Moncabril               | 3         |

### Demografía
Cuenta con una población de 1024 habitantes (INE 2024).
| Gráfica de evolución demográfica de Galende entre 1842 y 2021 |
| |
| Población de derecho según los censos de población del INE Población de hecho según los censos de población del INEEntre el censo de 1857 y el anterior, crece el término del municipio porque incorpora a 495093 (Pedrazales), 495101 (Rabanillo), 495104 (Ribadelago), 495121 (San Martín de Castañeda) y 495162 (Vigo) |

## Administración y política

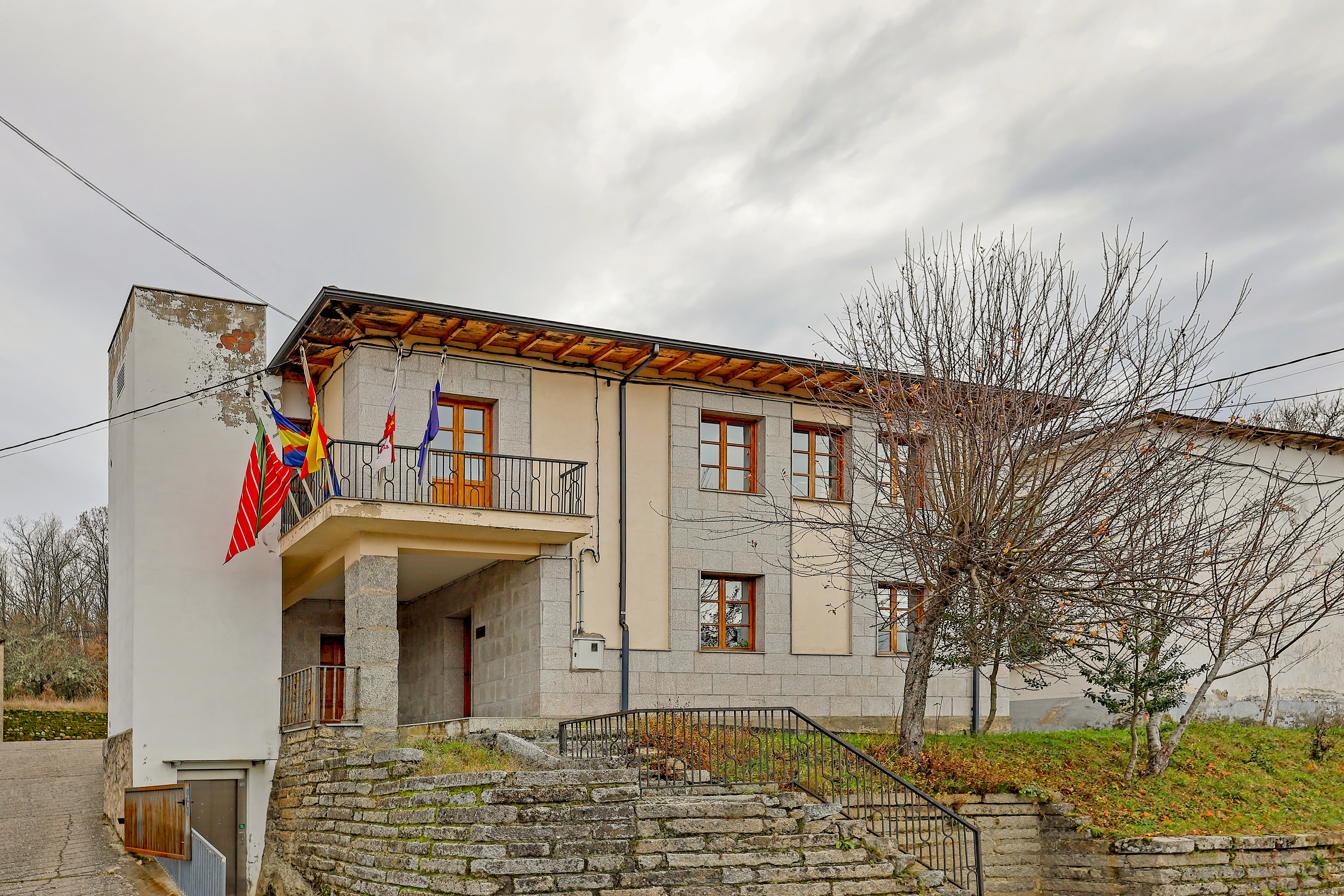
Ayuntamiento

### Elecciones municipales
| Resultado elecciones municipales del 26 de mayo de 2019 en Galende |       |            |            |
| Formación política                                                 | Votos | Porcentaje | Concejales |
| Independientes por Galende (IPG)                                   | 300   | 38.31 %    | 4          |
| Partido Socialista Obrero Español (PSOE)                           | 256   | 32.69 %    | 3          |
| Partido Popular (PP)                                               | 161   | 20.56 %    | 2          |
| Ahora Decide                                                       | 60    | 7.66 %     | 0          |

### Elecciones autonómicas
| Elecciones autonómicas de 2022 en Galende | Elecciones autonómicas de 2022 en Galende            | Elecciones autonómicas de 2022 en Galende | Elecciones autonómicas de 2022 en Galende | Elecciones autonómicas de 2022 en Galende |
| Logo                                      | Partido político                                     | Votos                                     | Porcentaje                                |                                           |
| ----------------------------------------- | ---------------------------------------------------- | ----------------------------------------- | ----------------------------------------- | ----------------------------------------- |
|                                           | Partido Socialista Obrero Español (PSOE)             | 184                                       | 36,6 %                                    |                                           |
|                                           | Partido Popular (PP)                                 | 162                                       | 32,2 %                                    |                                           |
|                                           | Vox                                                  | 89                                        | 17,7 %                                    |                                           |
|                                           | Unión del Pueblo Leonés (UPL)                        | 18                                        | 3,6 %                                     |                                           |
|                                           | Ciudadanos-Partido de la Ciudadanía (Cs)             | 15                                        | 3,0 %                                     |                                           |
|                                           | Podemos-IU                                           | 15                                        | 3,0 %                                     |                                           |
|                                           | Partido Regionalista del País Leonés (PREPAL)        | 5                                         | 1,0 %                                     |                                           |
|                                           | Partido Animalista Contra el Maltrato Animal (PACMA) | 2                                         | 0,4 %                                     |                                           |
|                                           | Zamora Decide                                        | 2                                         | 0,4 %                                     |                                           |
|                                           | Por Zamora                                           | 1                                         | 0,2 %                                     |                                           |
|                                           | Partido Castellano-Tierra Comunera (PCAS-TC)         | 0                                         | 0,0 %                                     |                                           |

### Elecciones generales de noviembre de 2019
| Elecciones generales de 2019 en Galende | Elecciones generales de 2019 en Galende              | Elecciones generales de 2019 en Galende | Elecciones generales de 2019 en Galende | Elecciones generales de 2019 en Galende |
| Logo                                    | Partido político                                     | Votos                                   | Porcentaje                              |                                         |
| --------------------------------------- | ---------------------------------------------------- | --------------------------------------- | --------------------------------------- | --------------------------------------- |
|                                         | Partido Popular (PP)                                 | 209                                     | 36,1 %                                  |                                         |
|                                         | Partido Socialista Obrero Español (PSOE)             | 208                                     | 35,92 %                                 |                                         |
|                                         | Vox                                                  | 84                                      | 14,51 %                                 |                                         |
|                                         | Ciudadanos-Partido de la Ciudadanía (Cs)             | 32                                      | 5,53 %                                  |                                         |
|                                         | Podemos-Equo                                         | 31                                      | 5,35 %                                  |                                         |
|                                         | Unión del Pueblo Leonés (UPL)                        | 7                                       | 1,21 %                                  |                                         |
|                                         | Por Un Mundo Más Justo (PUM+J)                       | 2                                       | 0,35 %                                  |                                         |
|                                         | Partido Animalista Contra el Maltrato Animal (PACMA) | 1                                       | 0,17 %                                  |                                         |

## Cultura

### Arquitectura
```

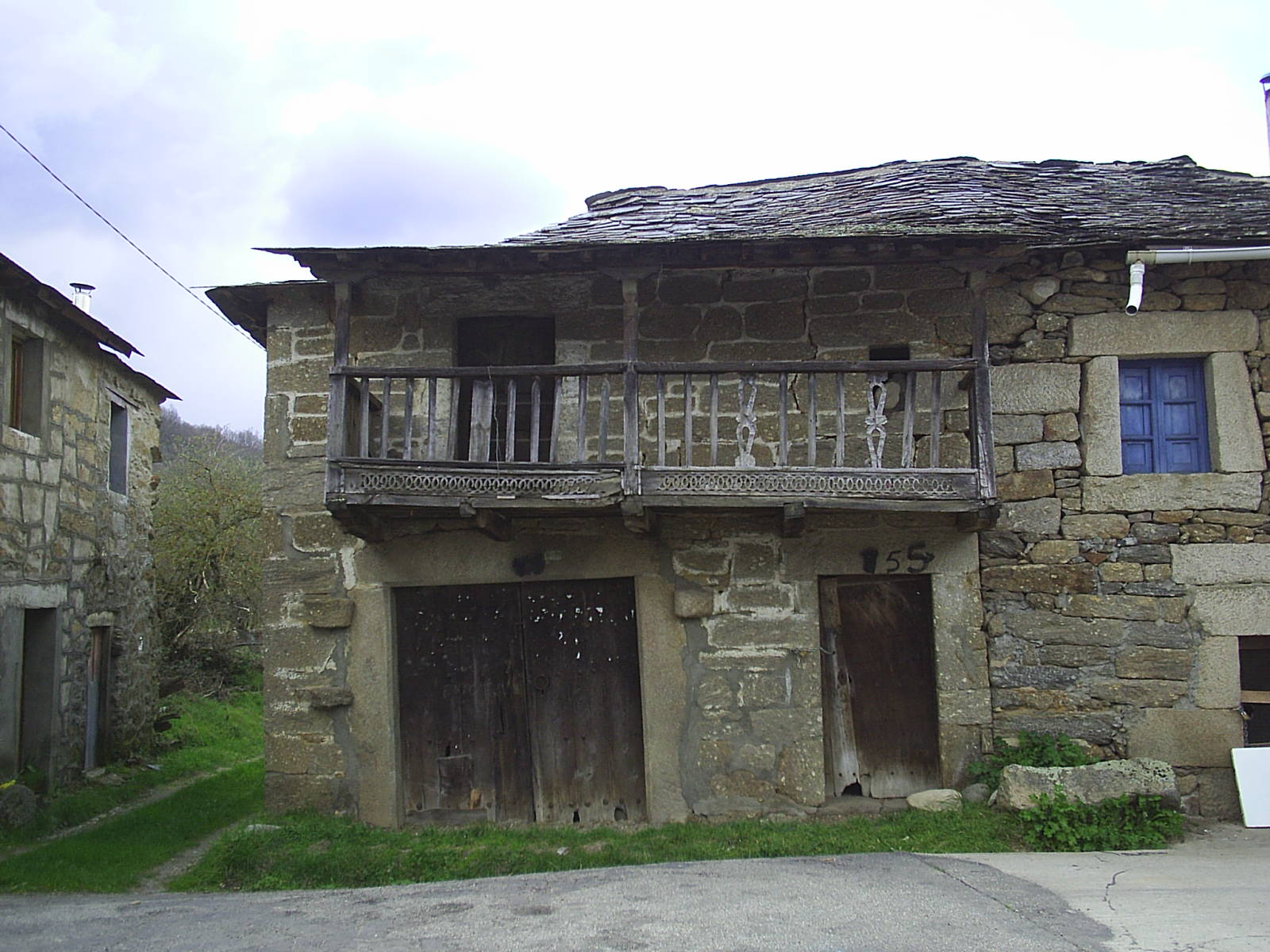
Casa típica en el Meillugar.

De entre sus inmuebles destaca la iglesia parroquial, dedicada a San Mamés, de una sola nave y con un retablo con la imagen del santo.
```

Junto al río Tera hay una pequeña presa artesanal y un molino.

### Fiestas
Galende festeja Los Mártires, el 21 de enero, y San Mamés, el 7 de agosto.
El pueblo tiene varios equipos de fútbol en diferentes categorías amateurs. Juega en un torneo que se organiza para todo Sanabria donde compiten otros pueblos de la comarca en época veraniega.